# Dilaver Güçlü
Dilaver Güçlü (* 20. Februar 1986 in Velbert) ist ein deutsch-türkischer Fußballspieler.

## Karriere
Güçlü kam als Sohn türkischer Einwanderer in Velbert auf die Welt und begann hier in der Jugend von Borussia Dortmund mit dem Fußballspielen. Anschließend kam er über die Nachwuchsabteilung der Wuppertaler SV Borussia zur Jugend von VfL Bochum. 2005 wurde er in den Kader von VfL Bochum II aufgenommen und spielte hier die nächsten vier Jahre als Stammspieler.
Zur Saison 2009/10 lag ihm aus der Türkei vom Erstligisten Manisaspor ein Angebot vor. Güçlü nahm es an und wechselte in die Heimat seiner Eltern. Hier fristete er eineinhalb Spielzeit lang eher ein Reservistendasein und kam nur sporadisch zu Spieleinsätzen. So verließ Güçlü zum Winter 2010 den Verein und wechselte in die TFF 1. Lig zu Samsunspor. Mit dieser Mannschaft erreichte er zum Saisonende die Meisterschaft der TFF 1. Lig und damit den direkten Aufstieg in die Süper Lig. Nach dem Aufstieg wurde zwar Güçlü im Kader behalten, blieb aber in den Kaderplanungen vom neu eingestellten Trainer Vladimir Petković eher unberücksichtigt. So wechselte er zur Winterpause 2011/12 zum Zweitligisten Denizlispor. Bei diesem Verein absolvierte er in 16 Ligapartien sieben Treffer.
Zur Saison 2012/13 wechselte er innerhalb der Liga zu Göztepe Izmir. Ausschlaggebend an dem Wechsel war die Tatsache, dass Güçlü mit dem Trainer Hüseyin Kalpar bereits in Samsunspor erfolgreich zusammengearbeitet hatte. Zum Sommer 2013 wechselte er zum Zweitligisten Ankaraspor. Mit diesem Verein der im Sommer 2014 seinen Namen in Osmanlıspor FK änderte, erreichte er den Vizemeisterschaft der TFF 1. Lig und damit den Aufstieg in die Süper Lig.
Nach dem Aufstieg mit Osmanlıspor FK wechselte Güçlü zusammen mit seinem Teamkollegen Ragıp Başdağ zum Zweitligisten Balıkesirspor. In der Wintertransferperiode 2016/17 zog er innerhalb der TFF 1. Lig zum Schwarzmeerverein Giresunspor weiter. Nach einer halben Spielzeit wechselte er dann zum Drittligisten Gümüşhanespor, 2018 wechselte er wiederum zu Sakaryaspor.

## Erfolge
Mit Samsunspor
- Vizemeister der TFF 1. Lig und Aufstieg in die Süper Lig: 2010/11

Mit Osmanlıspor FK
- Vizemeister der TFF 1. Lig und Aufstieg in die Süper Lig: 2014/15